# Hendrik Nijgh

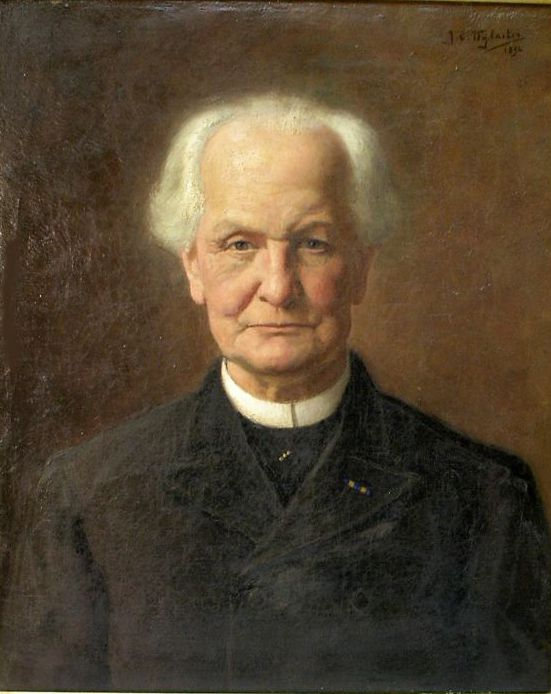
Portret van Henricus Nijgh door J.C. Wijlacker (1869-1895)

Henricus (Hendrik) Nijgh (Rotterdam, 14 oktober 1815 - Rotterdam, 24 april 1895) was een Nederlandse boekhandelaar en uitgever. Hij is de oprichter van uitgeverij Nijgh & Van Ditmar en van het Rotterdamsch staats-, handels-, nieuws- en advertentieblad, een voorloper van het NRC Handelsblad.
Hendrik Nijgh begon op 1 januari 1837 zijn eigen boekhandel in Rotterdam. Aan het eind van dat jaar gaf hij zijn eerste boek uit. 
In 1843 richtte hij het Rotterdamsch Staats, Handels-, Nieuws- en Advertentieblad op. Al in januari 1844 kreeg dat blad een nieuwe naam: Nieuwe Rotterdamsche Courant. Na een fusie met het Algemeen Handelsblad in 1970 ontstond hieruit het NRC Handelsblad.
Om advertenties te werven voor zijn eigen uitgaven begon Nijgh in 1846 een eigen advertentiebureau. Het bureau ontwierp en plaatste advertenties voor haar klanten. Nijgh is het oudste reclamebureau van Nederland.
In 1864 ging Nijgh samenwerken met Willem van Ditmar. Samen begonnen zij in 1870 uitgeverij Nijgh & Van Ditmar. Daarmee is dat een van de oudste uitgeverijen van Nederland.